# Erythrolamprus vitti
Erythrolamprus vitti är en ormart som beskrevs av Dixon 2000. Erythrolamprus vitti ingår i släktet Erythrolamprus och familjen snokar. Inga underarter finns listade i Catalogue of Life.
Arten förekommer i norra Ecuador i provinserna Carchi och Imbabura. Den lever i Anderna vid 1070 till 1650 meter över havet. Kanske når denna orm Colombia. Habitatet utgörs av fuktiga bergsskogar. Honor lägger ägg.
Delar av skogarna omvandlas till jordbruksmark. Det är oklart hur populationen påverkas. IUCN listar arten med kunskapsbrist (DD).